# مفلس کیمیافروش
مُفلِس کیمیافروش با عنوان فرعی نقد و تحلیل شعر انوری اثر محمّدرضا شفیعی کدکنی است که به نقد و تحلیل شعر انوری می‌پردازد. این کتاب در سال ۱۳۷۲ توسّط انتشارات سخن منتشر شده‌است.

## عنوان
عنوان کتاب برگرفته از یکی از اشعار انوری است: «در زوایای رستهٔ معنی / مفلس کیمیافروش منم».

## درون‌مایه
این کتاب یک مقدمهٔ ۱۲۲ صفحه‌ای دارد و پس از آن گزیده‌ای از قصاید، قطعه‌ها، غزل‌ها و رباعیات انوری آورده شده‌است. این گزیده با تعلیقات و توضیحات سودمندی همراه‌است.
نویسنده دربارهٔ این کتاب می‌گوید: «مخاطبان این مجموعه، جوانان‌اند و همهٔ کسانی که مراجعه به دیوان پُرحجم و دوجلدی انوری، بدیشان اجازه نمی‌دهد که در میان انبوهِ آن مدایح، شعرهای درخشان و برجسته‌ای را بیابند که انوری را، در نظر گروهی، در طول قرون، یکی از سه تن پیامبرانِ شعر فارسی و در کنارِ سعدی و فردوسی قرار داده‌است.»
وی همچنین یادآور می‌شود که: «ملاک انتخاب همان سلیقه و ذوقی است که هرگز ادّعای آن را نداشته‌ام و در توضیحات هم اصلاً مجالی برای فضل‌فروشی نمی‌خواهم ظهور کند. سعی خواهم کرد، فهم هر شعر را از ساده‌ترین راه برای خوانندگان امکان‌پذیر کنم.»
«دیوان انوری از دیرباز، یکی از مشکل‌ترین دیوان‌های شعر فارسی شناخته شده‌است، به‌همین دلیل شروح بسیاری بر آن نوشته‌اند. معتقدم سخنی را، که آن‌همه شرح و تفصیل برای فهمش لازم داشته باشیم، برای انسان معاصر، در مقولهٔ شعر قرار دادن، قدری ستم بر مفهوم شعر است.»
شفیعی کدکنی این کتاب را به یدالله بهزاد کرمانشاهی تقدیم کرده‌است.